# John Vines
Generał porucznik John Randolph Vines (ur. 2 czerwca 1949 w Alabamie) – amerykański wojskowy, były dowódca XVIII Korpusu Powietrznodesantowego i Wielonarodowego Korpusu w Iraku. 
Vines wcześniej dowodził 82 Dywizją Powietrznodesantową podczas wejścia USA do Afganistanu. Był odpowiedzialny za taktykę misji bojowych. Następnie Vines zastąpił generała Dana K. McNeilla na stanowisku dowódcy sił koalicji w Afganistanie. Odszedł do rezerwy w 2007. 